# アニャンゴ
ニャンゴ（ルオ語: Anyango、本名：向山恵理子、1981年 - ）は、東京都品川区出身の女性ボーカリスト、東アフリカのルオ族の伝統楽器 "ニャティティ"の世界初の女性演奏家である。
"アニャンゴ" とは、ルオ族の女性の名前で、「午前中に生まれた女の子」という意味。
江戸しぐさ、水からの伝言などの実践で知られるTOSS（教育技術法則化運動）の創設者で最高顧問の向山洋一は父。

## 略歴
- 1981年、東京都品川区に生まれる。青山学院中等部・高等部を経て青山学院大学文学部卒業。高校時代より、歌手を目指し、スリーピースバンド（ボーカル、ギター、パーカッション）の "大華" のリーダー兼ボーカルとして音楽活動を開始。バンドは自主制作のCD1枚を発表し解散。

- 2001年、アメリカにて音楽修業を目指し渡航したものの、9・11アメリカ同時多発テロ事件のその日に遭遇し、アメリカでの修業を断念し帰国する。日本にて偶然出会ったケニアの音楽に自分の音楽の方向性を見いだし、パーカッションの練習に明け暮れる。

- 2004年、音楽修業のため周囲の反対を振り切ってケニアに渡る。歌い手と楽器の両立を模索しているうちにルオ族の民族楽器、ニャティティと運命的に出会う。

- 2005年、ケニアの首都ナイロビでの修業の後、さらにニャティティの演奏を極めようとナイロビから車で十数時間の西ケニア奥地の村に赴く。当代随一のニャティティ名人に弟子入りを懇願するも、外国人であること、女性であることを理由に弟子入りを断られる。しかし、電気も水道もない村での生活を続けるうちに、熱意が名人にも通じ、弟子入りを許可される。約8ヶ月に渡って指導を受け、外国人で女性で初めてのニャティティ演奏家として免許皆伝となった。同年12月、ケニアの国立劇場ともいえる "ボーマス・オブ・ケニア" にて、ケニア建国以来、初の外国人演奏家としてライブ演奏を行う。

- 2007年、ニャティティを弾き、ルオ語で歌う日本人女性として、ケニアのテレビ、ラジオ、新聞等で大きく報道され、ケニアで広く名を知られるようになる。ケニア政府観光局より「日本ケニア文化親善大使」に任命される。3年連続で、アフリカ各国の首脳を前に国連の式典で演奏。

- 2009年7月、Newsweek誌（日本語版）による「世界が尊敬する日本人100人」にも選ばれる。同年8月、自らのアフリカ体験を元にした『夢をつかむ法則』を角川学芸出版より出版、アマゾンのノンフィクション部門で1位を記録。自己のプロダクション、レーベル "JOWImusic" を立ち上げるとともに、同年9月には満を持して初フルアルバム "Nyatiti Diva" をリリース。このアルバムは日本のワールドミュージック界では異例のヒット作品となり、タワーレコードのワールドミュージックチャートでは、発売3日目にして第1位となった。

- 2010年5月、2ndアルバム "HORIZON" をリリース。同年8月、フジロックフェスティバル’10に出演。同年12月、"HORIZON" が「CDジャーナル」（音楽出版社）2011年1月号において、「2010 CDJournal ベストディスク100」に選出。ワールドミュージック部門で4枚のうちの1枚に選ばれる。

- 2011年、フランスにてライブ公演。7月、シングルCD「声をきかせて」をリリース。同日、2冊目の本となる『もっと、遠くへ』（学芸みらい社）発刊。9月、サードアルバム「Teïmolo（テイ・モロ）」をリリース。11月、テレビ朝日「徹子の部屋」出演。

- 2012年、フランスにてライブ公演。8月、3冊目の本となる『アニャンゴの新夢をつかむ法則』（学芸みらい社）出版。10月、「縁結びの神様」として知られる出雲大社・神楽殿にてコンサートを開催。

- 2013年、フランス、イタリア、ドイツ、ケニア、ニューヨークにてライブ公演。10月、TV東京「クロスロード」に出演。4枚目のソロアルバム「ALEGO～ニャティティの故郷～」をリリース。平成の大遷宮を終えた出雲大社・神楽殿にて2回目コンサートを開催。12月、4冊目の本となる『翼はニャティティ舞台は地球』（学芸みらい社）を出版、アマゾン売上ランキング1位を記録。

- 2014年、フランス、アメリカ、ミャンマー、ケニア、ウガンダ等にてライブ公演。9月、5枚目のソロアルバム「Kilimanjaro」をリリース。

- 2015年8月、戦後70年を記念し東京・広島・長崎で開催された「国連合唱団 平和と希望のコンサート」にゲスト出演。10月、6枚目のアルバムとなる『Savanna』をリリース。
- 2016年8月、DVD「Anyango Live in Tokyo」リリース。ケニア、タンザニアなど東アフリカ４カ国にて、ベスト・アルバム「The Safari of Eriko Mukoyama」（Anyango Kenya Best）をリリース。ケニアにて開催されたTICAD Ⅵの式典および野口英世アフリカ賞レセプションパーティーにて演奏。9月、NHKｰBS1国際報道2016「WORLD LOUNGE」出演。
- 2017年1月1日、ベスト・アルバム「The Safari of Eriko Mukoyama」（Anyango Kenya Best）を日本国内でもリリース。1月2日、毎日放送（TBS系列）新春特番「2017年実はこの人…世界オンリー1」に出演。NHKラジオスワヒリにレギュラー出演。11月、日本とケニアの10年に渡る文化親善活動に対し、東久邇宮文化褒賞受賞。
- 2018年8月28日、ウェブメディア「朝日新聞GLOBE＋」[5]に出演。
- 2018年12月10日、ケニアの人たちとの交流から知った人生の素晴らしさをニャティティの調べとともに綴ったエッセイ集『ニャティティの歌』を発刊。
- 2019年9月28日、日本×カメルーン×ケニア×セネガルのワールドリミックス・ダンスミュージック「KAMBA NANE Anyango Club Remix」（7インチ・レコード）をリリース。
- 2020年4月18日、「KAMBA NANE」の配信スタート。
- 2021年5月、Anyango初の全曲日本語詞アルバム「KANKI」をリリース。

## ニャティティ
ニャティティ は、東アフリカ西部に住むルオ族の伝統楽器。ハープやリラの原形とも言われている。弦は8本。本体はくり貫かれた円形状のいちじくの木で出来ており、ボディトップに牛の皮が張られている。かつて、その弦は雌牛のアキレス腱から作られていた。ルオ族がヴィクトリア湖周辺に居住し、漁業も営むようになったことから、次第にナイロン製の太い釣り糸にとって変った。8本の弦には性別まである。
アフリカにはハープ型弦楽器が数多くみられるが、ほとんどはハープとしての機能しか持たない。ルオ族のニャティティはその演奏方法から独特な進化を遂げた。ルオ族のニャティティは弦楽器だけでなく、打楽器としての役割も持つ。右足親指に付けるオドゥオングと呼ばれる鉄製のリング、右足首に付ける鈴状のガラがそれである。
ニャティティは楽器を地面に横に寝かせ、オドゥオングでニャティティのネックを叩き、ビートを刻み、ガラの鈴の音を同時に鳴らす、という高い技巧が要求される。

## 人物
子どもの頃から自分で演奏したりバンドを組んだりすることが好きで、特にジャズ、R&B、ブルースなどを好んでいた。
東アフリカ音楽のバンドに加わったことをきっかけに、アフリカに興味を抱き、ケニアに訪れる。ケニアを初めて訪れたときの印象として、「すごく懐かしい感じがして、「母なる大地に帰ってきた!」と思いました。」と述べている。ケニアでの生活での生活を通して、一番の魅力は人であると思っており、「何があろうとめげずに乗り越えていくポジティブさ」を学んだという。
ニャティティの免許皆伝の際、名人から「あなたが世界中、わたしの行けないところにまで行ってこの楽器を奏でてきなさい。」との言葉をもらう。その言葉に対して、「年を重ねるほどに、言葉の重みと深さが増しているように感じた」という。また、生涯、”伝統的な”奏者だった名人がたどり着けなかったところに到達するためには、ニャティティで新たな音楽的地平線を切り開くことが大切であると考えている。
ヨーロッパに演奏に訪れた際、日本人のアニャンゴがアフリカの楽器を演奏するということに対し、演奏が始まるまで全く興味を持ってもらえなかったと述べている。また、ヨーロッパのとある都市での祭りに出演した際、会場入り口に、「ここから先、差別思想の持込禁止」と書かれているのを見たという。アニャンゴはそうした現状を意識しつつ、フランス在住のコートジボワール人パーカッショ二ストと、マダガスカル人ベーシストとともに演奏したというエピソードがある。
演奏、作曲以外にも、日本全国の小中学校で演奏や講演を行っている。2000年～2019年の間、約100校ほど訪れたという。今後日本の音楽教育に関われるのであれば、子どもの身体の動きと音が一体となるようなことをやっていきたいと考えている。　

## ディスコグラフィー
- 2002年：Great spirit（大華）
- 2006年：Nyatiti ～Luoの魂（Anyango、Okumu、Nyamungu）
- 2007年：ディマクコンダ（山田耕平、Epic Records）　コーラスで参加
- 2009年9月：Nyatiti Diva（JOWI music）　アニャンゴ1stアルバム
- 2010年5月：HORIZON（JOWI music）　アニャンゴ2ndアルバム
- 2010年9月：EMOTIONISM（葉加瀬太郎、HATS UNLIMITED）　ニャティティ奏者として参加
- 2011年9月：Teï molo（JOWI music）　アニャンゴ3rdアルバム
- 2013年10月：ALEGO 〜ニャティティの故郷〜（JOWI music）　アニャンゴミニ・アルバム
- 2014年9月：Kilimanjaro（JOWI music）　アニャンゴ5thアルバム
- 2015年10月：Savanna（JOWI music）　アニャンゴ6thアルバム
- 2016年8月：Anyango Live in Tokyo（JOWI music）　アニャンゴライブ映像
- 2017年1月：Anyango Kenya Best（JOWI music）　アニャンゴ・ケニア・ベスト盤
- 2017年4月：Nyatiti Soran 2020（JOWI music）
- 2019年9月：KAMBA NANE Anyango Club Remix（JOWI music）　アニャンゴ7インチ盤
- 2021年5月：KANKI（JOWI music）　アニャンゴ初の全曲日本語詞アルバム

### Nyatiti Diva
- ケニアのルオ族に伝わる8弦の伝統楽器 "ニャティティ" を携え、フジロックフェスティバル2010でセンセーションを巻き起こしたアニャンゴの1stソロアルバム。アニャンゴの突き抜けるような歌声は透明感を増し、電気音を一切廃しニャティティのアコースティックな音色とリズムに徹底的にこだわった作品。
- 曲目リスト

1. Thum Nyatiti
2. Dodo
3. マタトゥに乗って
4. Janeko Jaugenya (Live at Kericho)
5. Nabed nade gijo pinje
6. Koblo
7. きみのこえ
8. seda (Live at Siaya)
9. Anyango kamadonje weche ng’eny
10. Nyadundo Gacha ywak pile
11. Ne nyako ma go ogol ogol
12. Thum mora
13. Thum Nyatiti(Pakruok)

### HORIZON
- アニャンゴの2ndソロアルバム。重なりあうコーラス、バンドスタイルのリズムセクションを従え、グルーヴも一層厚みを増している。アニャンゴの作詞・作曲による "ニャティティ" のオリジナル楽曲も多数収録されている。
- 曲目リスト

1. Nkosi sikelel' iAfrika
2. Ochieng Kochieng
3. Horizon
4. Koro aa
5. To thumno ywak kanye?
6. 風 ~Nyatiti Tatu
7. Sweet Poison
8. Jacaranda ~ジャカランダ
9. Joseph Otieno
10. 赤い大地 ~Red Ground

### Teï molo
- サリー・ニョロのプロデュースによるアニャンゴの3rdアルバム。約2ヶ月間にわたり、フランスとカメルーンでレコーディング。ジョー・ザヴィヌル バンドで活躍したドラマー、パコ・セリーをはじめ、ワールドミュージックのトップシーンで活躍するミュージシャンたちが多数参加している。

- 曲目リスト

1. Anyango
2. Vyumba Vitano
3. Bushman
4. Dó Ya?
5. Teï molo
6. Koro azen
7. Lang lang
8. Ayé
9. Pangui Dame
10. Le vent
11. Afro blue
12. Te wa sili ma
13. Bimbao
14. Zen ining
15. Mvet

### ALEGO
- アニャンゴの師匠であり、当代随一のニャティティ奏者故オクム・オレンゴに捧ぐアニャンゴ初のセルフプロデュースアルバム。アニャンゴが初めてケニア・ALEGOの地に立ってから8年、ニャティティの原点に戻った渾身のオールアコースティック・ソロ・ミニアルバム。

- 曲目リスト

1. 椰子の実
2. To thumno ywak kanye?
3. Ja Ugenya
4. きみのこえ
5. Seda
6. Alego (Instrumental)
7. Mungu ibariki Afrika（神よアフリカに祝福を）

### Kilimanjaro
- アニャンゴがニャティティに出会って10年目の集大成アルバム。ワールドワイドに活動する金子飛鳥と、鈴木光人の2人組ユニット「yuLa」をco-producerに迎えて作られた。

- 曲目リスト

1. Kizashi～兆し～
2. Mwana wa mberi
3. Kayamba
4. アフロ・ブルー
5. Last Waltz
6. Ogwang
7. 声をきかせて～Kilimanjaro mix～
8. Uhiki
9. Shiva
10. Amalele

### Savanna
- アニャンゴ初の全曲器楽曲アルバム。ナイロビの雑踏やサバンナを行くエレファント、スコールの後の大地の芽吹き。広大な「サバンナ」の世界観がニャティティで表現されている。

- 曲目リスト

1. Gaudensha
2. Kariobangi
3. Mashindano
4. Savanna
5. Flamingo
6. After the Squall
7. Old Violin
8. Gaudensha Ⅱ
9. African Owl
10. Meditation of Motherland

### Anyango Live in Tokyo
- アニャンゴ初の映像作品65分間。
- 曲目リスト

1. Ja Ugenya（ジャ ウゲーニャ）
2. Gaudensha（ガウデンシャ）
3. Kizashi ~兆し~
4. Afro Blue（アフロ・ブルー）
5. 声をきかせて
6. Kariobangi（カリオバンギ）
7. Mwana wa mberi（ムワナワンベリ）
8. Ne Nyakoネニャコ）
9. 特典映像Ogwang（MV）（オグワン）

### The Safari of Eriko Mukoyama（Anyango Kenya Best）
- アニャンゴ・ケニア・ベスト盤
- 曲目リスト

1. Anyango nyar Japan meets Kenge Kenge
2. Weche N g’eny
3. Sweet Poison
4. Kizashi
5. Ja Uganya
6. Horizon
7. Ogwang’
8. Flamingo
9. Kayamba
10. Gaudensha
11. Uhiki
12. Last Waltz
13. Mwana wa Mberi
14. Nyatiti Soran2020
15. Jambo Nyatiti（新録2曲を含む全15曲）

### KAMBA NANE Anyango Club Remix
曲目リスト
1. Side A　Ogwang’ (ZDJ House Remix)
2. Side B Kizashi (HIFANA Remix feat.Latyr Sy)

### KANKI
曲目リスト
1. カンバナネがはじまるよ
2. アレゴへの手紙
3. 君と僕 さざめく自由
4. 火曜市のフライパン
5. 世界は ただ黙り それを見ていた
6. Bear hunting　～羆撃ち～
7. 厳しい日照り
8. Kanki　～歓喜～

## 出演番組
- 「徹子の部屋」（テレビ朝日、2011年11月30日）[19]
- 「Crossroad」（テレビ東京、2013年10月5日）[20]
- 「国際報道2016WORLD LOUNGE」（NHK BS1、2016年9月14日）[21]
- 「2017年実はこの人…世界オンリー1」（毎日放送、2017年1月2日）[22]
- 「おんがく交差点」（ＢＳテレビ東京、2019年11月9日）[23]
- 「メイプル超音楽♪」（2020年8月15日）[24]
- 「NHK WORLD-JAPAN Radio」（2021年2月28日）[25]
- 「気づきの扉」（テレビ朝日、2021年4月2日）[26]

## 著作
- 2009年7月：『夢をつかむ法則～アニャンゴのケニア伝統音楽修業記』（角川学芸出版）
- 2011年7月：『もっと、遠くへ』（学芸みらい社）
- 2012年7月：『アニャンゴの新夢をつかむ法則』（学芸みらい社）
- 2013年12月：『翼はニャティティ　舞台は地球』（学芸みらい社）
- 2018年12月：『ニャティティの歌』（学芸みらい社）